# Nessuno ha tradito
Nessuno ha tradito è un film del 1952 diretto da Roberto Bianchi Montero, tratto dal romanzo Il ponte della concordia di Carlo De Sanctis.

## Trama
Italia, secondo dopoguerra. In un piccolo villaggio, il vecchio maestro Colombo va in pensione e, alla sua ultima lezione, presenta agli scolari la nuova insegnante, Laura. Alla fine si trattiene con lei nell'aula e le racconta di due suoi vecchi alunni che, anni prima, sedevano nello stesso banco. Bruno e Sandro erano legati da una grande amicizia ma la vita li aveva separati. Il primo aveva continuato gli studi e si era iscritto all'università, l'altro si era fermato a lavorare nei campi insieme al padre. Entrambi erano stati chiamati a combattere: Bruno come ufficiale, Sandro come soldato. Durante l'ultimo periodo, mentre Bruno si arruola nelle forze della Repubblica Sociale e muore durante un'azione di sabotaggio, Sandro si unisce a un gruppo di partigiani e, catturato dalle truppe tedesche, viene fucilato.

Da quando in paese circola la voce che la cattura di Sandro sia stata effetto di una soffiata di Bruno, la madre e la sorella di quest'ultimo sono state emarginate: il parroco del paese e il maestro Colombo non hanno mai creduto a questa diceria, infatti presto si verrà a sapere che si tratta di una calunnia e che Bruno non ha mai tradito l'amicizia.

## Produzione
Il film è ascrivibile al filone dei melodrammi sentimentali, comunemente detto strappalacrime, allora molto in voga tra il pubblico italiano, in seguito ribattezzato dalla critica con il termine neorealismo d'appendice.